# 십이선녀탕
십이선녀탕(十二仙女湯)은 강원특별자치도 인제군 북면에 위치한 계곡이다. 설악산 십이선녀탕 일원은 2013년 3월 11일 대한민국의 명승 제98호로 지정되었다.

## 개요
십이선녀탕 계곡은 설악산국립공원의 내설악에 위치하여 있다.
밤마다 선녀들이 하늘에서 설악산으로 내려와 십이선녀탕에서 목욕을 했다는 전설이 있어 '선녀탕'이라 부른다. 또한, 예로부터 총 12개의 탕이 있다고 전해져 '십이선녀탕'이라 부르나, 실제로는 총 8개의 탕이 있다.
8개의 탕들 중 복숭아처럼 생긴 깊은 구멍이 있는 복숭아탕은 가장 아름다운 탕으로 손꼽힌다.
십이선녀탕 계곡은 계절마다 색다른 모습을 보여준다. 특히, 가을에는 붉게 물든 단풍과의 조화가 아름다워 많은 탐방객들이 방문하는 것으로 유명하다.

## 참고 자료
- 십이선녀탕 - 국가유산청 국가유산포털